# Bill McHenry

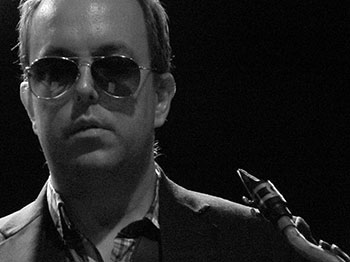
Bill McHenry
Foto Hreinn Gudlaugsson

Bill McHenry (* 1972 in Blue Hill, Maine) ist ein US-amerikanischer Jazz-Tenorsaxophonist.

## Leben und Wirken
McHenry besuchte ab 1986 die Michigan's Interlochen Arts Academy, ab 1990 studierte er am New England Conservatory of Music bei George Garzone, Jimmy Giuffre und John McNeil. 1992 zog er nach New York, wo er in der dortigen Jazzszene spielte. 1996 hielt er sich in Barcelona auf, wo er dem Pianisten Ben Waltzer arbeitete (Jazz Is Where You Find It). Nach seiner Rückkehr legte er 1997 sein Debütalbum Rest Stop vor, an dem der Gitarrist Ben Monder mitwirkte. Die Musik des Albums war stark von Pat Methenys ECM-Album 80/81 mit Dewey Redman beeinflusst. McHenry arbeitete außerdem mit Ethan Iverson, Rebecca Martin, John Stetch, Reid Anderson, Chris Lightcap, Guillermo Klein und Gerald Cleaver. 2012 arbeitet McHenry mit einem eigenen Quartett, bestehend aus Orrin Evans, Eric Revis und Andrew Cyrille (La Peur du Vide, Sunnyside). Gegenwärtig (2022) lebt und unterrichtet er am Conservatori del Liceu in Barcelona.

## Diskographische Hinweise
- Graphic (Fresh Sound Records, 1999) mit Ben Monder, Reid Anderson, Gerald Cleaver
- Bill McHenry Quartet Feat. Paul Motian (Fresh Sound, 2002)
- Ghosts of the Sun (Sunnyside, 2007) mit Ben Monder, Reid Anderson, Paul Motian
- Roses (Sunnyside, 2007) mit Ben Monder, Reid Anderson, Paul Motian
- Chill Morn He Climb Jenny (Sunnyside, 2009) mit John McNeil, Joe Martin, Jochen Rückert
- Andrew Cyrille & Bill McHenry: Proximity (Sunnyside, 2016)
- Bill McHenry Trio Ben Entrada La Nit (Fresh Sound New Talent, 2018) mit RJ Miller, Eric Revis
- Eric Revis: Slipknots Through a Looking Glass (2020)